# Station Chabówka
Station Chabówka is een spoorwegstation in de Poolse plaats Chabówka.